# Henryk Rossman

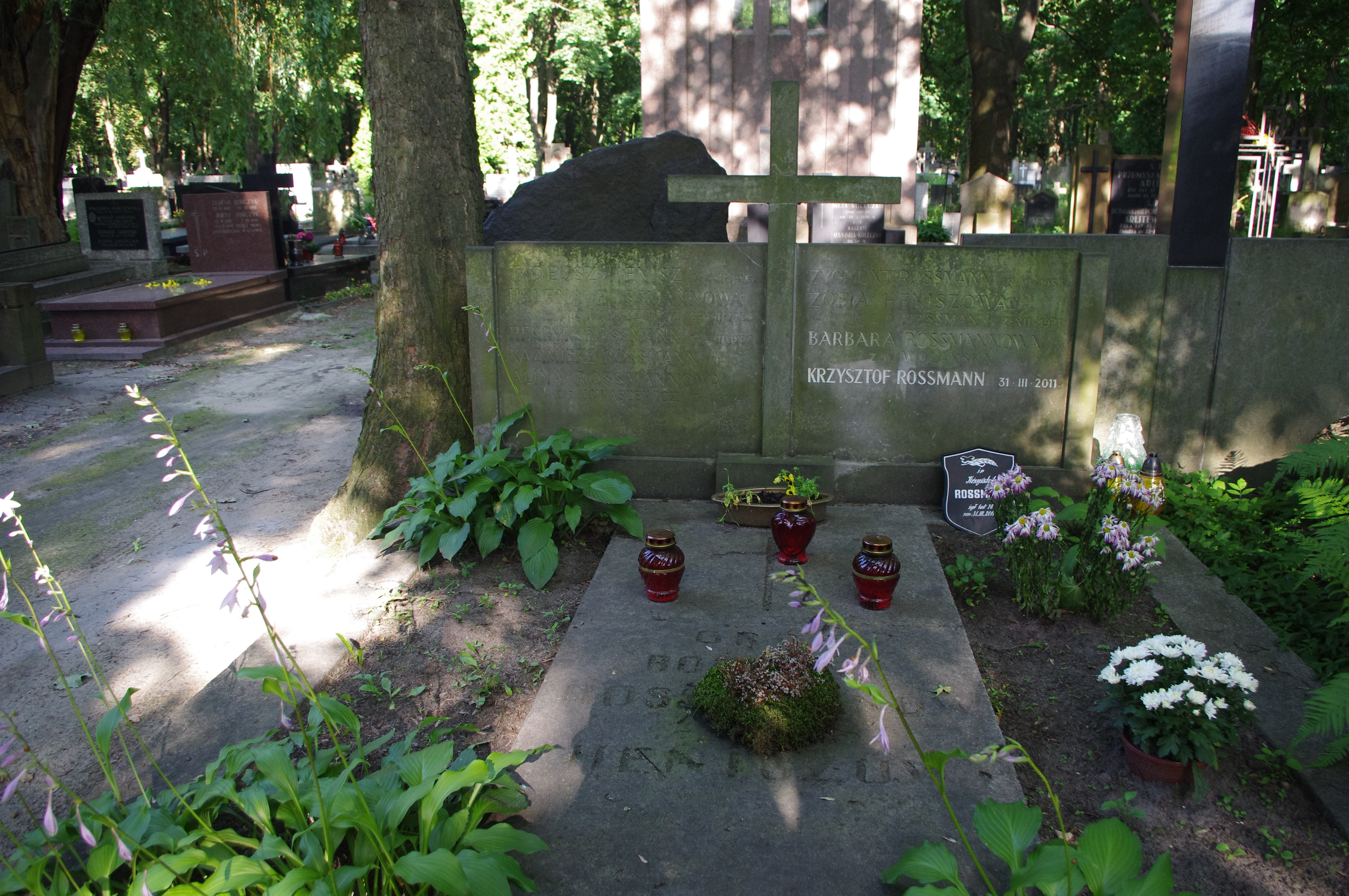
Grób działacza narodowego Henryka Rossmana i jego syna - żołnierza podziemia antykomunistycznego Krzysztofa Rossmana na Starych Powązkach w Warszawie

Henryk Rossman (ur. 24 grudnia 1896 w Warszawie, zm. 22 lutego 1937 tamże) – polski adwokat, radca prawny, narodowy działacz polityczny, współtwórca Obozu Narodowo-Radykalnego i ONR-ABC, osadzony w obozie w Berezie Kartuskiej. Jeden z głównych ideologów obozu narodowego. Filister Korporacji Akademickiej Welecja.

## Życiorys
Syn Kazimierza i Heleny Marii z Rodkiewiczów. Naukę pobierał w domu, a następnie w szkole handlowej w Łodzi. Zaangażował się w działalność harcerską. Maturę uzyskał w Instytucie Technicznym w St. Gallen w Szwajcarii. W 1914-1915 kształcił się w Piotrogrodzie, gdzie uzyskał maturę rosyjską. Od 1915 studiował na Wydziale Budowy Maszyn Politechniki Warszawskiej. Był członkiem Ligi Narodowej. Naukę przerwał z powodu wybuchu wojny polsko-bolszewickiej, podczas której służył w artylerii. Jednak po zakończeniu wojny kontynuował studia. W 1922, jako człowiek szanowany w środowisku akademickim, został członkiem Rady Nadzorczej Związku Akademickiego Młodzież Wszechpolska. Jego talent i charyzmę prędko zauważył sam Roman Dmowski i powierzył mu rolę osobistego sekretarza. Przez kolejne lata stale działał w różnych organizacjach patriotycznych, w tym w Stronnictwie Narodowym i Obozie Wielkiej Polski. Był Oboźnym w dzielnicy warszawskiej. Stał także na czele tajnej Organizacji Polskiej.
Istotnym jest fakt jego przynależności do Straży Narodowej. Była to tajna wewnętrzna organizacja Stronnictwa Narodowego. W 1933 zapoczątkowane zostały podziały w tych strukturach, a rok później powołano od życia Obóz Narodowo Radykalny. Rossman nie podpisał Deklaracji ONR, gdyż piastował stanowisko radcy Banku Amerykańskiego. W marcu 1934 Henryk Rossman wraz z J. Mosdorfem i M. Prószyńskim zostali usunięci ze stanowisk w Sekcji Młodych SN, ponieważ byli zwolennikami opcji narodowo-radykalnych. Szóstego lipca tego samego roku czołowi działacze ONR zostali osadzeni w obozie odosobnienia w Berezie Kartuskiej. Znalazł się wśród nich Rossman. Sama organizacja została zdelegalizowana z powodu przepisów prawa, które zabraniały tworzenia organizacji międzyuczelnianych, a także prowadzenia przez organizacje akademickie działalności politycznej.
W trakcie pobytu w obozie dały o sobie znać różnice poglądowe działaczy ONR. Doszło do rozłamu na Falangę, skupioną wokół osoby Bolesława Piaseckiego, oraz ABC, której przewodniczył Henryk Rossman. Jego odłam reprezentowało wielu starszych działaczy ONR, którzy podpisali Deklarację. Czołowymi działaczami ONR-ABC byli: Jan Jodzewicz, Tadeusz Gluziński, Edward Kemnitz, Tadeusz Todtleben, Jerzy Kurcyusz, Jan Korolec, Aleksander Heinrich, Wiktor Martini, Witold Rościszewski, Wincenty Malinowski. ONR-ABC liczył ok. 500 członków. Szóstego stycznia 1935 powstało pismo "Prosto z Mostu", które redagował Stanisław Piasecki, a które ideowo powiązane było z ONR-ABC.
Koniec 1936 przyniósł Henrykowi Rossmanowi kłopoty ze zdrowiem. Narzekał na problemy z nerkami. Zdaniem niektórych mogły być one spowodowane pobytem w obozie w Berezie Kartuskiej, gdzie miał być dotkliwie bity po plecach. Zmarł w lutym 1937 na skutek uremii. W jego ostatniej drodze, z kościoła Najświętszego Zbawiciela na Stare Powązki, gdzie został pochowany (kwatera 299a-4-1/2), uczestniczyło kilka tysięcy osób.